# Mountainbike marathonløb
Mountainbike marathonløb eller cross country marathonløb (XCM), er en krævende mountainbikedisciplin. Disciplinene afvikles som regel over længere distancer cross country (XCO), og minimum 40 km. I Danmark gælder det at det er tilladt at gennemkøre den samme rute flere gange, en omgang skal dog være minimum 20 km. I USA køres der som regel over 100 km og løbene er meget forskellige fra XCO løbene.

## UCI arrangementer
UCI kørte en årrække frem til og med 2008 en world cup løbsserie med op til 8 løb fra Marts til Oktober over hele verden, samt et Europa og verdens mesterskab. Dette er nu skåret ned til et årligt verdensmesterskab. 
| Årstal | Sted                |
| ------ | ------------------- |
| 2010   | St-Wendel, Tyskland |
| 2009   | Graz, Østrig        |
| 2008   | Villabassa, Italien |
| 2007   | Verviers, Belgien   |
| 2006   | Oisans, Frankrig    |
| 2005   | Lillehammer, Norge  |
| 2004   | Bad Goisern, Østrig |
| 2003   | Lugano, Italien     |

UCI-løb skal være minimum 60 km og maximalt 120 km.

## Andre arrangementer
Løb uden for UCI kan opleves og meget længere distancer, det er f.eks. blevet populært at kørere 6, 12 og 24 timers løb, både solo som 2 og 4 personers hold. Normalt kan det siges at løb over en distance er individuelt, mens løb der er afgrænset af tid kan køres både solo og som del af et hold.

## Løbsdistancer i Danmark
For løb afviklet under Danmarks Cykle Union gælder det at kører tiden for klasserne Herre A, Herre B, Herre C, Damer, H40 samt H50 skal være længere end 3 timer, for Junoir ca 1.5 time, andre klasser afvikles ikke.
| Klasse  | Kørertid   |
| ------- | ---------- |
| Herre A | > 3t       |
| Herre B | > 3t       |
| Herre C | > 3t       |
| Damer   | > 3t       |
| H40     | > 3t       |
| H50     | > 3t       |
| U19     | ~ 1.5t     |
| U17     | ~ 1.5t     |
| U15     | køres ikke |
| U13     | køres ikke |
| U11     | køres ikke |

## Eksterne links
- Regelsæt DCU Arkiveret 21. august 2010 hos  Wayback Machine
- UCI